# 水环境容量
水环境容量（英語：Water Environment Capacity），是指特定区域的水体在规定的水功能和环境目标要求下，对排放于其中的污染物所具有的容纳能力，即该水体对污染物的最大容许负荷量。水环境容量，通常是指以单位时间内区域水体所能承受的污染物总量。

## 概述
环境目标、水体功能特性、污染物特性是水环境容量的主要影响因素，以环境基堆值作为环境目标的是自然环境容量；以环境标准值作为环境目标的是管理环境容量。自然环境容量计算比较复杂，通常是指水环境容量研究的主要是管理环境容量，因为它除了自然因素外，还兼顾考虑了各种社会和经济因素。

## 计算方式
将水质目标作为已知量代入水质模型、反求得原水质模型中未知量的源。计算仅包括：水体原有（初始或背景值）的污染物量和水质目标确定的污染物量之差值（一般称为差值容量，又称基本容量）；水体的自净或同化能力使污染物减少的量（一般称为同化容量，或变动容量）。
水环境容量的计算模型较多，以下为常用简便算法。

### 进出水量相等、水质相同的湖泊
对于进出水量相等、水质相同的湖泊。略去蒸发和渗透的水量，其差值容量的计算式为：
{\displaystyle \mathbf {W} _{A}={\frac {V}{\Delta {t}}}(C_{s}-C_{0})}
其中，{\displaystyle \mathbf {W} _{A}}为差值容量（{\displaystyle g/d}），{\displaystyle V}为水体蓄水量（{\displaystyle m^{3}}），{\displaystyle \Delta {t}}为维持{\displaystyle V}的时段（{\displaystyle d}）；{\displaystyle C_{s}}为水环境质量标准值（{\displaystyle g/L}）；{\displaystyle C_{0}}为水体初始浓度（{\displaystyle g/L}）。
如初始浓度为背景值浓度时（{\displaystyle C_{B}}）时，则差值容量等于绝对容量。

### 进水量不相等、水质不相同的湖泊
对于进水量不相等、水质不相同的湖泊，其差值容量的计算式为
{\displaystyle \mathbf {W} _{A}={\frac {V}{\Delta {t}}}(C_{s}-C_{0})+C_{s}Q_{f}}
其中，{\displaystyle Q_{f}}为湖泊的流出水量（{\displaystyle m^{3}/d}）。

### 进水量不相等、水质不相同的河流
对于进水量不相等、水质不相同的河流，其差值容量的计算式为：
{\displaystyle \mathbf {W} _{A}=86.4Q[C_{s}/\alpha -C_{0}]}
{\displaystyle \alpha ={\frac {Q}{Q+q}}}
其中，{\displaystyle \mathbf {W} _{A}}为差值容量（{\displaystyle kg/d}）；{\displaystyle Q}为河段起始流量（{\displaystyle m^{3}/s}）；{\displaystyle \alpha }为稀释流量比；{\displaystyle q}为旁侧排放污水流量（{\displaystyle m^{3}/s}）。

### 不计出入流水质差的湖泊
不计出入流水质差的湖泊的同化容量（{\displaystyle \mathbf {W} _{B}}，{\displaystyle kg/d}）的计算式为：
{\displaystyle \mathbf {W} _{B}=KC_{s}V}
其中，{\displaystyle K}为水污染物质衰减系数（{\displaystyle d^{-1}}）。

### 不计出入流水质差的河流
不计出入流水质差的湖泊的同化容量（{\displaystyle \mathbf {W} _{s}}，{\displaystyle kg/d}）的计算式为：
{\displaystyle \mathbf {W} _{s}=86.4Q(1-e^{-k\Delta {t}})C_{0}}
其中，{\displaystyle \Delta {t}}为水污染物质在河流中流过时间（{\displaystyle d}）。{\displaystyle C_{0}}为河段上断面污染物初始浓度值（{\displaystyle mg/L}）。

### 可衰减污染物情况
对可衰减污染物，水环境容量一般是差值容量加同化容量。
对于进出水量不相等、水质不相同的湖泊的水环境容量（{\displaystyle \mathbf {W} _{Q}}，{\displaystyle kg/d}）为：
{\displaystyle \mathbf {W} _{Q}={\frac {V}{\Delta {t}}}(C_{s}-C_{0})+KC_{s}V+C_{s}Q_{f}}
河流的水环境容量为
{\displaystyle \mathbf {W} _{Q}=86.4Q(C_{s}/\alpha -C_{0}/e^{-k\Delta {t}})}

## 相关
- 环境承载力